# Piccolo grande uomo (album)
Piccolo grande uomo è un album di Bruno Lauzi pubblicato dall'etichetta discografica Five Record nel 1985.

## Tracce
Lato A
1. Piccolo uomo
2. Chi sono io senza te
3. Ritornerai
4. Nell'estate del '66
5. Il poeta

Lato B
1. Vuoi farmi compagnia
2. Lo straniero
3. Certe donne di Sestri
4. I due amanti in automobile
5. E penso a te

## Formazione
- Bruno Lauzi – voce
- Giorgio Cocilovo – chitarra
- Matteo Fasolino – tastiera
- Alfredo Golino – batteria, percussioni